# Брейнингер, Ольга Александровна
Ольга Александровна Брейнингер (род. 30 июня 1987, Караганда, Казахская ССР, СССР) — современная российская писательница. Ведёт авторскую колонку «Брейнингер на блог-посту» о литературных блогерах в журнале «Дружба народов», член редколлегии журнала. Член Союза писателей Москвы.

## Биография
Ольга Брейнингер родилась в 1987 в Казахстане, в русско-немецкой семье. Немецкие родственники были депортированы с Волги во время сталинских репрессий.
Ольга окончила Литературный институт имени А. М. Горького. Затем переехала в Германию и далее в Англию, где получила степень магистра в Оксфордском университете, защитив диссертацию на тему «Deconstructing National Identity: a case study of the Russian diaspora in contemporary Germany» («Деконструируя национальную идентичность: случай русской диаспоры в современной Германии»). Жила в Бостоне (США), преподавала и училась в докторантуре Гарвардского университета, защитила докторскую диссертацию по теме «By Sword and Word: Literature, Violence, and Religion in the North Caucasus». Занимается исследованием современной культуры и политики в России, в частности на Северном Кавказе. В настоящее время живёт в Москве, преподает автофикшн в Creative Writing School.
Печаталась в журналах «Homo Legens», «Новый мир», «Октябрь», «НЛО» «Дружба народов» и других.

## Творчество
В 2017 году дебютировала с романом «В Советском Союзе не было аддерола». Первоначально роман был опубликован в журнале «Дружба народов», позднее вышел в издательстве АСТ.
В 2018 году издательство «Последние тридцать» и спецпроекты «Такие дела» опубликовали повесть Ольги Брейнингер «Visitation», посвящённую событиям октября 1993 года.
В 2023 году в издательстве Inspiria вышел русский перевод легендарного автофикшн-романа Элизабет Вурцель «Нация прозака» (Prozac Nation, 1994), выполненный Ольгой. Роман посвящён теме депрессии и описывает жизнь американской молодёжи в 1980-е годы. В книге поднимаются остросоциальные темы: алкоголь, наркотики, ВИЧ, ментальные расстройства, беспорядочные половые связи, нервные срывы. После своего выхода книга стала мировым бестселлером, целым культурным феноменом, а её автора Элизабет Вурцель назвали «голосом поколения Х».

## Литературные премии

### Номинации
- 2017 — роман «В Советском Союзе не было аддерола» вошёл в лонг-лист литературной премии «Национальный бестселлер»[8].
- 2017 — роман «В Советском Союзе не было аддерола» вошёл в лонг-лист литературной премии «Большая книга»[9].
- 2017 — роман «В Советском Союзе не было аддерола» вошёл в лонг-лист литературной премии «Русский Букер»[10].
- 2017 — роман «В Советском Союзе не было аддерола» вошёл в шорт-лист литературной премии «НОС»[11].